# Anglezyt
Anglezyt – rzadki minerał z grupy siarczanów, barytu. Po raz pierwszy znaleziony w kopalni miedzi na wyspie Anglesey, położonej u wybrzeży Walii, stąd nazwa. Wcześniej był znany jako efekt rozkładu galeny. Przeobraża się w cerusyt.

## Właściwości
Tworzy często dobrze wykształcone kryształy, najczęściej o pokroju tabliczkowym, igiełkowym i bipiramidalnym. Występuje też w postaci płytek i słupków. Tworzy skupienia ziarniste, sferoidalne, narosłe, ziemiste, naciekowe. Występuje również w formie naskorupień. Jest izostrukturalny z: celestynem i barytem. Jest kruchy, przezroczysty. Posiada połysk diamentowy, od żywicznego do szklistego, a na przełamie tłusty. W świetle UV wykazuje żółtawą fluorescencję. 

## Występowanie
Powstaje w strefie wietrzenia kruszców ołowiu, zwykle galeny. Spotykany z cerusytem, fosgenitem, kalcytem, mimetytem,malachitem, gipsem, kwarcem, wulfenitem i piromorfitem. Często jest najwcześniejszym minerałem wtórnym. 
Miejsca występowania: Wielka Brytania – Szkocja, wyspa Anglesy, Niemcy – Siegen, Harz, Eifel, Badenia, Austria, Włochy – Sardynia, Szkocja, Rosja – Góry Jabłonowe. Bardzo duże kryształy pochodzą z Namibii – Tsumeb i Nowej Kaledonii.
W Polsce – sporadycznie spotykany w kopalni ołowiu na Wyżynie Śląskiej, także w okolicach Kielc i w Górach Sowich.

## Zastosowanie
- Może być wykorzystywany do otrzymywania ołowiu (zawiera 68,3% tego pierwiastka).
- Należy do minerałów rzadkich i poszukiwanych przez kolekcjonerów.
- Niekiedy znajduje zastosowanie w jubilerstwie.